# Hoge Vijvers
Hoge Vijvers is een natuurgebied in de Antwerpse gemeente Arendonk, gelegen ten noorden van het Kanaal Dessel-Turnhout-Schoten.
Het ongeveer 500 ha grote gebied wordt beheerd door het Agentschap Natuur en Bos.
Dit gebied was tot ongeveer 1850 nog een heidegebied. Gedurende de 2e helft van de 19e eeuw werd het bebost. Vanaf 1979 werd het geleidelijk aangekocht door het Agentschap.
Het gebied bestaat voornamelijk uit bos, maar er zijn ook graslanden en akkers.
Van de vogels kan de nachtzwaluw en de geelgors worden genoemd. Verder vindt men er de levendbarende hagedis en de heikikker.
Planten als grondster, duizendguldenkruid, tandjesgras en mannetjesereprijs zijn in het gebied te vinden.

## Recreatie
Het gebied wordt doorkruist door wandel- en fietspaden en er zijn wandelingen uitgezet.